# Antoine Laumet
Antoine Laumet (* 5. März 1658 bei Saint-Nicolas-de-la-Grave, Département Tarn-et-Garonne; † 15. Oktober 1730 in Castelsarrasin, Département Tarn-et-Garonne), genannt Laumet de La Mothe, Sieur de Cadillac, war ein französischer Offizier und Abenteurer, der die heutige US-amerikanische Großstadt Detroit gründete und Gouverneur der französischen Kolonie Louisiana wurde.

## Leben und Werk
Antoine Laumet wurde am 5. März 1658 auf einem Gut geboren, das man „Les Laumets“ nennt, nahe dem Dorf Saint-Nicolas-de-la-Grave im heutigen Département Tarn-et-Garonne. Man weiß wenig über seine Jugend. Obwohl er sich später einen Anschein von edler Abstammung zu geben versuchte, waren sein Vater Jean Laumet und seine Mutter Jeanne Pechagut einfache Bauern. So viel man weiß und einschätzen kann, erhielt er eine gute Erziehung, denn seine „umfangreiche amerikanische Korrespondenz [war] gut geschrieben und voller Esprit“.
Er ist als Abenteurer bekannt, als der er sich bei den französischen Interventionen in den USA und Acadien (Kanada) zeigte. Von  König Ludwig XIV nach Amerika geschickt, schiffte er sich nach den kanadischen Provinzen 1683 aus. Vier Jahre später, 1687, bei seiner Hochzeit mit Marie-Thérèse Guyon, einer 17-jährigen Nichte des Korsaren Denis Guyon, signierte er ein Gesetz (Zivil-Akt) mit dem Namen Antoine de Lamothe, Sieur de Cadillac. Er beschrieb sich als „Sohn von Jean, Ratsherr im Parlament von Toulouse, und Jeanne de Malenfant“. Man las von ihm sonst kaum etwas, außer dass er aus dem Ort Cadillac an der Gironde stammte.
1692 schrieb Laumet-Cadillac seine Memoiren. Die Detroit betreffenden Teile wurden 1930 von William Francis Ganong ins Englische übersetzt und von der New Brunswick Historical Society publiziert.
Am 24. Juli 1701 gründete er das Fort Pontchartrain du Détroit, aus dem sich die Stadt Detroit entwickelte, die Hauptstadt der Automobilindustrie der USA. Die Marke Cadillac von General Motors trägt auch den Namen des Gründers von Detroit, als Zeichen der Erinnerung (reconnaissance).

Wappen de Lamothe, Sieur de Cadillac

Automarke Cadillac, Logo 2014

Er wurde 1710 zum Gouverneur von Louisiana ernannt. Ebenso gab er seinen Namen dem Ort Cadillac am Michigansee.
Zurück in Frankreich und nach einem tumultreichen Leben, das ihn für fünf Monate auch in den Kerker der Bastille brachte, wurde er am 11. Februar 1723 Bürgermeister von Castelsarrasin im Département Tarn-et-Garonne. Er starb einige Jahre später am 15. Oktober 1730.
Man kann sein Geburtshaus in St. Nicolas-de-la-Grave besichtigen, wo er seine letzten Lebensjahre verbrachte. In Castelsarrasin finden alle zwei Jahre Feiern statt mit dem Titel „Rencontres Cadillac“ (Cadillac-Treffen), die Liebhaber der amerikanischen Automobilmarke aus ganz Europa anziehen.
Sein früheres Wohnhaus in Montréal trägt heute eine Gedenktafel, die an seinen Namen erinnert. Es wurde in ein Restaurant von McDonald’s umgebaut.
Lamothe-Cadillac führte standesgemäß ein Wappen, dessen Blasonierung lautet: „Geviert, in 1 und 4 in Blau ein schwarzer Balken, begleitet oben von zwei und unten von einer silbernen gestümmelten Amsel, in zwei und drei geviert, 1 und 4 Rot, in zwei und drei in Silber drei blaue Balken.“